# Équipe de France de polo
L'équipe de France de polo est la sélection des meilleurs joueurs français de polo.

## Historique

### L'épopée olympique
Le polo fut une discipline olympique lors des Jeux olympiques de 1900. Elle vit s'affronter cinq clubs, dont trois mélangeant plusieurs nationalités. Ce n'étaient pas des équipes nationales qui s'affrontaient mais des équipes de clubs, dont la nationalité est cependant retenue. La tenue des jeux à Paris permit la présence de deux équipes françaises, celle du Polo de Paris et celle du Compiègne Polo Club,. 
L'équipe de Paris, composée des Français Robert Fournier-Sarlovèze, Édouard de Rothschild et Maurice Raoul-Duval, qui jouait dans les deux équipes françaises, et du Britannique Frederick Agnew Gill, emporta une médaille de bronze. Elle n'avait pourtant participé qu'à un match, perdu. Le Français Jean de Madre gagna une médaille d'argent avec l'équipe britannique du BLO Polo Club Rugby. 
Il n'y eut pas d'équipe française en 1908 ni en 1920, ni de joueur français. 
En 1924, avec le retour des Jeux à Paris, une équipe composée de Pierre de Chapelle, Hubert de Monbrison, Charles de Polignac, Jules Macaire et Jean Pastré fut engagée. Elle finit cinquième sur cinq équipes, ayant subi quatre défaites face aux États-Unis (1-13), à la Grande-Bretagne (2-16), l'Espagne (1-15) et l'Argentine (2-15),. 
Le polo fut sport olympique pour la dernière fois en 1936. Aucune équipe française ne fut engagée. 

### Retour sur la scène internationale
L'équipe de France se plaça parmi les meilleures nations de polo au début du second millénaire, se hissant à la quatrième place des championnats du monde en 2004.
La France avait brillé également aux championnats d'Europe, remportant l'épreuve en 2002, avec  Clément Delfosse, Mathieu Delfosse, Brieuc Rigaux et Mathias Guerrand-Hermès, et 2010 et finissant second en 2008.

### Jeux olympiques
- 1900 - Paris : 3e ex æquo ( médaille de bronze) ( Robert Fournier-Sarlovèze, Édouard de Rothschild, Maurice Raoul-Duval, Frederick Agnew Gill)
- 1924 - Paris : 5e (Pierre de Jumlihac, Jules F. Macaire, Hubert de Monbrison, Charles de Polignac, Pierre de Chapelle, Jean Pastré)[6],[7],[3]

### Championnats du monde
- 1989 : phase finale
- 2004 : 4e (Jérône Anier, Gaëtan Charloux, Clément Delfosse, Matthieu Delfosse, Xavier Doumen, Thibaut Guillemin, Alejandro, Herrera, Stéphane Macaire, Brieux Rigaux et Thierry Vétois)[6]

### Championnats d'Europe
- 2002 : 1er
- 2008 : 2e
- 2010 : 1er
- 2014 : 3e
- 2016 : 2e

### Silver Jubilee Cup
- ? : 1er (Stéphane Macaire, Guy Wildenstein, Lionel Macaire, Jacques Macaire)[6]
- 1983 : 1er[6]
- 1988 : 1er[6]

## Composition actuelle
Pour le championnat du monde à Sydney en octobre 2017 (Brieux Rigaux (6) n'est pas qualifiable à cause de son handicap trop haut) :
- Pierre-Henri Delcroix(5)
- Thibault Dubois(6)
- Matthieu Munico (3)
- Kilian Capval (1)
- Nicolas Prat (7)
- Remplaçants : Clément Delfosse (5), Florent Garraud, Adrien Legallo et Corentin Maillet